# Seznam milenek a milenců ruských panovníků

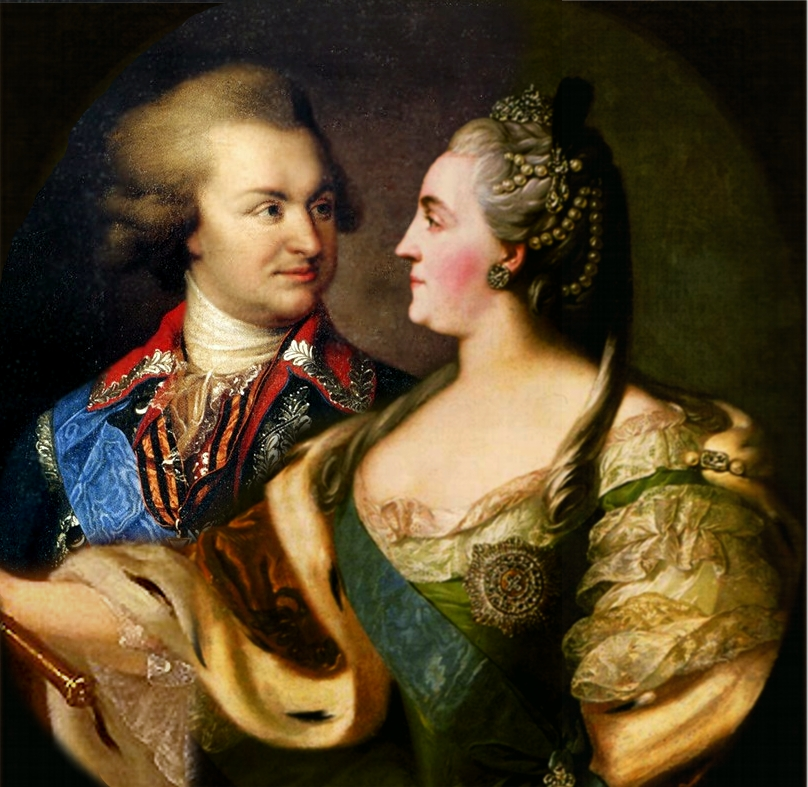
Kateřina Veliká s milencem Potěmkinem

Seznam milenek a milenců ruských panovníků obsahuje jednotlivé osoby, se kterými vládci Ruského impéria udržovali mimomanželský milostný poměr, včetně těch, které měli před započetím a ukončením vlády.

## 18. století

### Petr I. Veliký
- Anna Mons – oficiálně uznaná
- Anisija Kirillovna Tolstá
- Varvara Michajlovna Arseněvová – pravděpodobně[1]
- Marija Andrejevna Rumjancevová – pravděpodobně[1]
- Mary Hamiltonová
- Letitia Cross
- Avdoťja Ivanovna Černyšovová – pravděpodobně[1]
- Alžběta Sieniawska – pravděpodobně[1]
- Maria Dmitrievna Kantemirová – oficiálně uznaná

### Kateřina I. Ruská
- Boris Petrovič Šeremetěv – před seznámením s Petrem I.
- Alexandr Danilovič Menšikov – před seznámením s Petrem I.
- Willem Mons – před korunovací
- Petr Pavel Sapieha – pravděpodobně[zdroj⁠?!]
- Reinhold Gustaw von Loewenwolde

### Anna Ivanovna
- Petr Michajlovič Beztužev-Rijumin
- Ernst Johann von Biron – oficiálně uznaný

### Regentka Anna Leopoldovna
- Moritz Karl zu Lynar
- Julia von Mengden

### Alžběta Petrovna
- Alexandr Buturlin – před korunovací
- Semjon Kirillovič Naryškin – před korunovací
- Alexej Jakovlevič Šubin – před korunovací
- Alexej Grigorjevič Razumovský – oficiálně uznaný, pravděpodobně tajný manžel[zdroj⁠?!]
- Pymen Ljalin
- Nikita Beketov
- Ivan Ivanovič Šuvalov – oficiálně uznaný[2]

### Petr III. Ruský
- Jelizaveta Voroncovová

### Kateřina Veliká
- Sergej Vasiljevič Saltykov – před korunovací v letech 1752–54
- Stanislav II. August Poniatowski – před korunovací v letech 1756–58, pravděpodobný otec velkokněžny Anny Petrovny[3]
- Grigorij Grigorjevič Orlov – milenec od roku 1759/60, v letech 1762–72 oficiálně uznaný, otec nelegitimního potomka Alexeje Grigorjeviče Bobrinského[4]
- Alexandr Vasilčikov – oficiálně uznaný v letech 1772–74
- Grigorij Alexandrovič Potěmkin – oficiálně uznaný od roku 1774 až do své smrti[4]
- Piotr Zavadovski – milenec v letech 1776–77
- Simjon Zorich – milenec v letech 1777–78
- Ivan Rimsky-Korsakov – milenec v letech 1778–79
- Alexandr Lanskoj – milenec v letech 1780–84
- Alexandr Jermolov – milenec v letech 1785–86
- Alexandr Dmitriev-Mamonov – milenech v letech 1786–1789
- Platon Zubov – oficiálně uznaný, milenec v letech 1789–96[5]

### Pavel I. Ruský
- Sofie Stěpanovna Razumovská – před korunovací, porodila nelegitimního syna Semen Velikého[4]
- Olga Žerebcovová – před korunovací
- Jekatěrina Nelidovová – oficiálně uznaná
- Anna Petrovna Lopuchinová – oficiálně uznaná
- Madame Chevalier
- Mavra Isidorovna Jurieva – matka nelegitimní dcery Marfy Pavlovny Musiny-Jurievy[4]

## 19. století

### Alexandr I. Pavlovič
- Jekatěrina Torsuková – před korunovací
- Sofie Meščerskaja – před korunovací, pravděpodobně matka nelegitimního syna Nikolaje Lukaše[zdroj⁠?!]
- Marija Antonovna Naryškinová – oficiálně uznaná, matka mnoha nelegitimních potomků, přežila jen dcera Sofie Naryškina[4]
- Varvara Turkestanova
- Marguerite Georges (dřívější milenka Napoleona Bonaparte)[6]
- Marie Terezie Bourgoin

### Mikuláš I. Pavlovič
- Varvara Nelidovová
- Jekatěrina Petrovna Mussina-Puškina – pravděpodobně matka nelegitimní dcery Sofie Sergejevny Trubecké[4]

### Alexandr II. Nikolajevič
- Alexandra Albedinskaja
- Kateřina Dolgorukovová – oficiálně uznaná milenka, později i jeho manželka, matka čtyř nelegitimních potomků[4]

### Alexandr III. Alexandrovič
- Marie Mečerskaja – před korunovací, pravděpodobně jen první láska, nikoliv milenka[7]

### Mikuláš II. Alexandrovič
- gejša Mooroka O-Matsu – během invaze do Japonska v roce 1891, před korunovací[8]
- Matylda Krzesiňská – před korunovací